# حكمة المرادي

## علمه وعمله
حكمة بن محمد المرادي: طبيب من طلائع اليقظة العربية السورية. ولد في دمشق، وتخرج في معهدها الطبي وكان من أطباء الجيش العثماني في حرب البلقان، وفي الحرب العالمية الأولى. رافق حملة جمال باشا لمهاجمة مصر، فأسره الإنجليز واعتقلوه بالقاهرة. ولما ثار الحجاز على الترك (سنة 1916 م) سهل الإنجليز للأسرى التطوع للعمل في الجيش العربي. فكان الدكتور حكمة من أطباء ذلك الجيش، وشهد المعارك مع فيصل بن الحسين إلى أن دخل العرب دمشق سنة 1918 فعين رئيسا لصحة الجند، ثم أستاذا في مدرسة الطب.
انتخبه (المجلس العلمي العربي) عضو شرف فيه، ثم في العام التالي. فانقطع للبحث والتدريس والتطبيب، إلى أن توفي.

## أبحاثه
له بحوث كثيرة في المجالات والصحف السورية. ترجم عن التركية كتاب الطب الشرعي لوصفي بك، في ستة أجزاء صغيرة.

## وفاته
توفي في قرية مضايا، مصطافا، ونقل إلى دمشق.